# P.S. (TV-program)
P.S. (eller PS) är ett georgiskt TV-program som sänds på den georgiska TV-kanalen Rustavi 2. Programmet sänds varje lördagskväll klockan 21:00. P.S. leds av Davit Kikalisjvili och är ett analytiskt program som går igenom veckans politiska händelser, ekonomiska och sociala problem. Programmet är i dag mest populärt bland medelålders och äldre personer.